# Ataque com mísseis em Serhiivka
Em 1 de julho de 2022, à 1 hora da manhã ( UTC+3 ), um míssil russo atingiu um prédio residencial e dois mísseis atingiram um centro recreativo em Serhiivka, no Bilhorod-Dnistrovskyi, em Oblast de Odessa, na Ucrânia. O ataque com mísseis matou pelo menos 21 pessoas (incluindo um menino de 12 anos). O evento tem sinais de um crime de guerra. O dia 2 de julho foi declarado dia de luto na região.

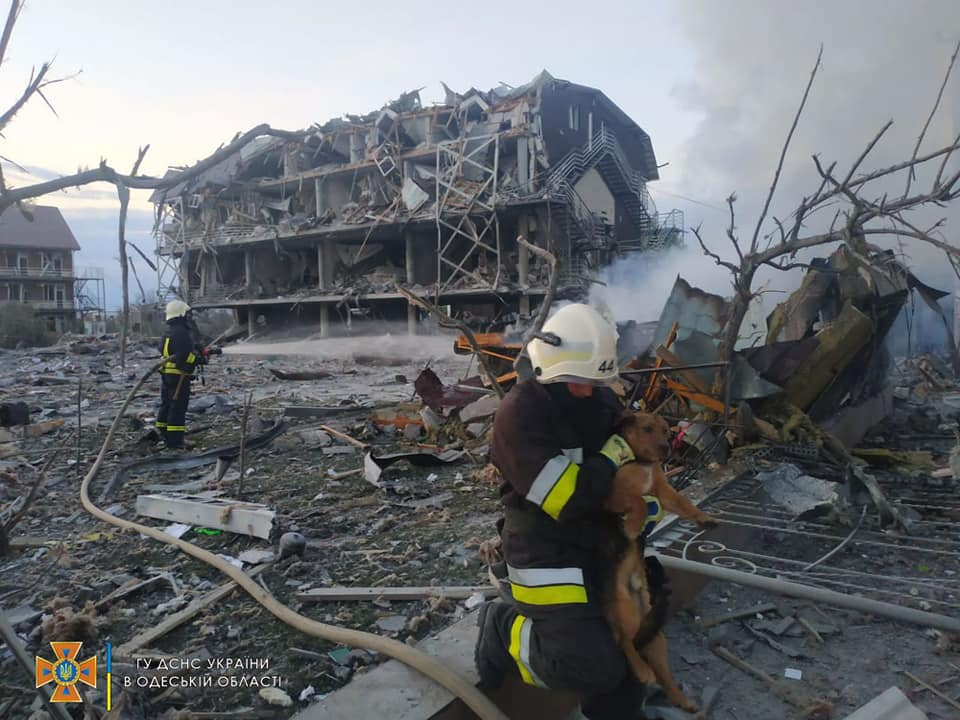
Destruição russa de outro centro recreativo ucraniano no mesmo distrito em 9 de maio de 2022

## Curso de eventos
De acordo com informações preliminares, três aeronaves Tu-22M3 da Força Aérea Russa voaram do Oblast de Volgogrado para a Crimeia, e após 1,200 km (750 mi) disparou três mísseis Kh-22 (destinados a destruir porta-aviões) na direção do distrito de Bilhorod-Dnistrovskyi para a vila resort Serhiivka.
Um foguete atingiu um prédio residencial de 9 andares, destruindo completamente uma seção, o fogo se espalhou do prédio de apartamentos para a loja anexa. O segundo míssil atingiu um centro de recreação na região de Bilhorod- Dnistrovskyi, o fogo do impacto não espalhou-se fora da recreação.
Como resultado desses ataques, um centro de reabilitação para crianças administrado pela Moldávia na aldeia, foi atingido. Um de seus trabalhadores morreu e outros cinco ficaram feridos.

### Vítimas
De acordo com dados preliminares, pelo menos 16 civis ucranianos foram mortos no prédio residencial e pelo menos 5 (incluindo um menino de 12 anos) no centro de recreação. 38 ficaram feridos (incluindo 6 crianças).  Além de pessoas, animais de estimação também morreram.

## Reação
2 de julho foi declarado dia de luto na região. O Ministério dos Negócios Estrangeiros e Integração Europeia da Moldávia condenou o ataque e deu informações sobre os danos sofridos pelo centro de reabilitação da Moldávia. A Romênia também condenou o ataque e disse que as autoridades romenas entrariam em contato com seus parceiros moldavos.
O presidente ucraniano Volodymyr Zelenskyy acusou a Rússia de ter cometido "um ato de terrorismo russo consciente e deliberadamente direcionado - e não algum tipo de erro". Ele observou que, como no recente ataque ao shopping Kremenchuk, o exército russo usou armas desnecessariamente poderosas para atingir um objeto civil: “Esses mísseis, Kh-22, foram projetados para destruir porta-aviões e outros grandes navios de guerra, e o exército russo os usou contra um prédio comum de nove andares com civis comuns."
Representante oficial da Alemanha Steffen Hebestreit descreveu o ataque com mísseis como um crime de guerra "desumano e cínico".
Um porta-voz da presidência russa, Dmitry Peskov, negou que a Rússia estivesse atacando objetos civis na Ucrânia e disse que os prédios visados foram usados para fins militares, sem explicar porém qual seria este fim militar.